# Une semaine et un jour
Pour plus de détails, voir Fiche technique et Distribution.
Une semaine et un jour est un film israélien réalisé par Asaph Polonsky, sorti en 2016.

## Fiche technique
- Titre français : Une semaine et un jour
- Titre original : Shavua ve Yom
- Réalisation : Asaph Polonsky
- Scénario : Asaph Polonsky
- Musique : Ran Bagno
- Pays d'origine :  Israël
- Format : Couleur
- Genre : Comédie dramatique
- Dates de sortie : 
  -  France : 15 mai 2016 (Festival de Cannes) / Sortie nationale : 14 décembre 2016
  -  Pologne : 24 juin 2016 (Transatlantyk Festival)
  -  République tchèque : 2 juillet 2016 (Festival international du film de Karlovy Vary)
  -  Israël : 10 juillet 2016 (Festival du film de Jérusalem)

## Distribution
- Shai Avivi : Eyal Spivak
- Evgenia Dodina : Vicky Spivak
- Uri Gavriel : Refael
- Sharon Alexander : Shmulik Zooler
- Tomer Kapon : Zooler

## Récompenses et distinctions
- Prix à la Diffusion de la Fondation Gan pour le Cinéma à la Semaine de la critique, Cannes 2016.
- 7 nominations aux Ophirs du cinéma dont une récompense pour le meilleur second rôle pour Tomer Kapon.